# Karl Albietz

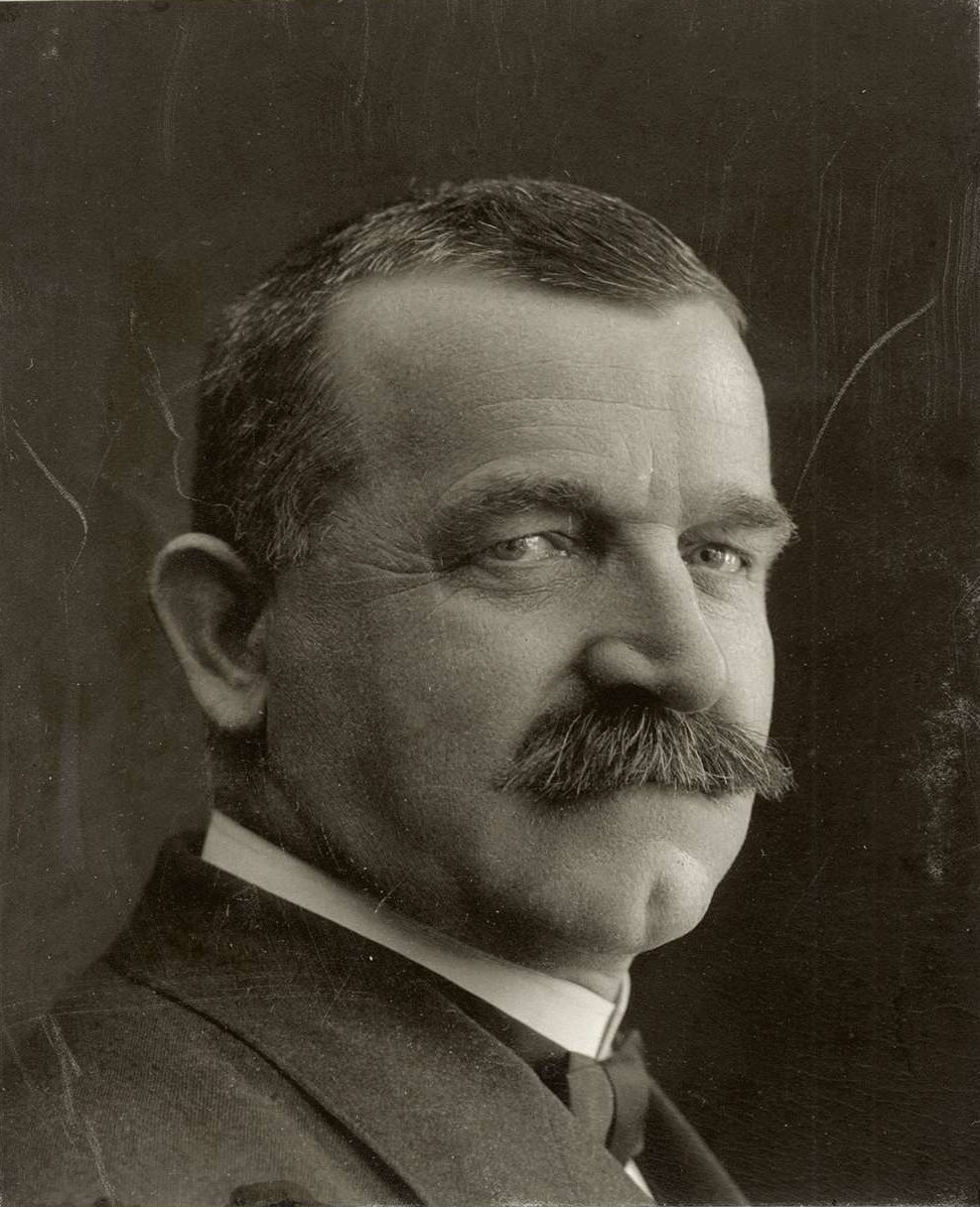
Karl Albietz

Karl Albietz (* 25. Mai 1863 in Wehr; † 10. Januar 1939) war ein deutscher Müller, Landwirt und Politiker.
Der katholische Karl Albietz wurde 1909 Bürgermeister seines Heimatortes Wehr. Von 1913 bis 1925 war er Abgeordneter des badischen Landtags für den Wahlkreis der Amtsbezirke Säckingen, Waldshut und Schopfheim. Er gehört der Zentrumspartei an und hielt in seiner Zeit als Abgeordneter regelmäßig Reden vor der 2. Kammer des Badischen Landtags.
Zudem war er langjähriger 2. Vorsitzender des Badischen Müllerbundes. Er starb im Januar 1939.